# Combats d'Afrine et al-Bab
Guerre civile syrienne
Batailles
Les combats d'Afrine et al-Bab ont lieu du 11 au 19 octobre 2022, pendant la guerre civile syrienne. Il oppose différentes factions rebelles de l'Armée nationale syrienne. Le groupe djihadiste Hayat Tahrir al-Cham intervient dans les combats et investit notamment la ville d'Afrine le 13 octobre.

## Contexte
Les villes d'Afrine, Azaz et Al-Bab sont situées au nord du gouvernorat d'Alep. Lors de la guerre civile syrienne, la ville d'Azaz est prise aux forces d'Assad par les rebelles en juillet 2012. Elle tombe aux mains de l'État islamique en octobre 2013, avant d'être reprise par les rebelles en février 2014.
Al-Bab est prise par les rebelles en août 2012 et passe également sous le contrôle de l'État islamique en janvier 2014. Les djihadistes sont chassés de la ville en février 2017 par l'armée turque et les rebelles syriens, après une bataille de deux mois.
La ville d'Afrine est quant à elle prise en mars 2018 par les Turcs et les rebelles lors d'une offensive menée contre les Forces démocratiques syriennes qui contrôlaient cette ville à majorité kurde depuis 2012.
En 2022, le nord du gouvernorat d'Alep est gouverné par le gouvernement intérimaire syrien et est contrôlé par les rebelles de l'Armée nationale syrienne (ANS), qui a succédé à l'Armée syrienne libre. L'armée turque est également présente. Cependant, l'Armée nationale syrienne est minée par les divisions et les affrontements sont fréquents entre les différentes factions. Le gouvernorat d'Idleb, situé plus au sud, est quant à lui dominé par Hayat Tahrir al-Cham (HTC) et le gouvernement de salut syrien. 
Selon Aron Lund, chercheur au think tank The Century Foundation : « Il n’est pas évident que la Turquie puisse contrôler tout ce qui se passe dans le nord-ouest syrien. Le groupe HTC est un acteur très problématique pour Ankara : il est classé terroriste par les Nations unies et cela complique sa relation avec les Russes qui n’aiment pas HTC. Mais HTC est plus centralisé, discipliné et efficace que l’ANS, qui reste un groupe de milices, avec beaucoup de problèmes de discipline et de criminalité, et qui se battent entre elles ».

## Déroulement
En octobre 2022, des affrontements éclatent entre les différents groupes rebelles au nord du gouvernorat d'Alep. À al-Bab, la mort, le 9 octobre, d'un journaliste nommé Mohamed Abdullatif, dit « Abou Ghanum », et de sa femme enceinte, met le feu aux poudres,,,. Selon l'Observatoire syrien des droits de l'homme (OSDH), les enquêtes concluent que l'assassinat a été ordonné par Seïf Abou Bakr, le commandant de la division al-Hamza. Après une traque dans les rues de la ville, un des suspects du meurtre est tué et le deuxième est blessé et capturé par la police militaire ou par le groupe Faylaq al-Cham,. Des hommes de la division al-Hamza tentent alors de le délivrer en attaquant la police militaire à l'hôpital. En réaction, le Front du Levant, la Brigade al-Moutasem, Jaych al-Charkiya et Jaych al-Islam établissent plusieurs postes de contrôle dans la ville d'al-Bab. 
Le 11 octobre, des combats éclatent à al-Bab entre le Front du Levant et la division al-Hamza,,. Le premier groupe prend l'avantage et la division al-Hamza abandonne son quartier-général, avant d'être totalement chassé de la ville,. Selon l'OSDH, le bilan est d'au moins deux tués pour le Front du Levant, d'un civil tué et de trois autres blessés,. Les affrontements se propagent ensuite à la périphérie de la ville et dans les campagnes du gouvernorat d'Alep. Les combats se portent jusque dans la région d'Afrine, où le Front du Levant reçoit les renforts du Harakat Nour al-Din al-Zenki et du Liwa al-Farouq. La Division al-Hamza perd plusieurs villages et se replie sur Basota, qui est son point fort dans la région,,,. 
Le 12 octobre, Hayat Tahrir al-Cham intervient dans les combats en attaquant au sud d'Afrine,,. Le groupe djihadiste est rejoint par le Liwa Sultan Souleymane Chah, la division al-Hamza et Ahrar al-Cham. Ils affrontent alors le Front du Levant, la Brigade al-Moutasem, Jaych al-Charkiya et Ahrar al-Charkiya près de Jandiris, Deir Ballout, Qarzihil et Ain Dara,. Pendant ce temps, à Soussiane et Tel Batal, à l'est et au nord d'al-Bab, Ahrar al-Cham vient à l'aide de la division al-Hamza et engage le combat contre le Front du Levant,. À l'ouest d'al-Bab, le Front du Levant parvient cependant à s'emparer du village de Dabiq. L'armée turque reste quant à elle à l'écart des combats.
Le 13 octobre, la division al-Hamza lance une contre-attaque pour tenter de reprendre pied dans la ville d'al-Bab,. La division al-Hamza et Ahrar al-Cham reprennent également plusieurs villages dans la région d'al-Bab,. De son côté, Hayat Tahrir al-Cham fait une percée et parvient à investir la ville d'Afrine,,,,. Les hommes du Front du Levant se retirent de ce secteur et se replient sur la ville d'Azaz. Hayat Tahrir al-Cham butte ensuite sur les défenses du Front du Levant à Kfar Janneh, au nord-est d'Afrine,.
Le 14 octobre, un accord de cessez-le-feu est conclu après des négociations entre Abou Mohammed al-Joulani, chef de Hayat Tahrir al-Cham, et Abou Yassin, chef de la 3e légion de l'Armée nationale syrienne,,. Celui-ci autorise notamment la 3e légion à reprendre ses quartiers à Afrine. 
Le cessez-le-feu est rompu le 17 octobre, puis rétabli par l'entremise de la Turquie. Néanmoins, Hayat Tahrir al-Cham s'empare de Kfar Janneh lors des affrontements La progression des djihadistes provoque cependant un mouvement de panique à Azaz, où la population redoute une attaque. Des manifestations contre Hayat Tahrir al-Cham ont lieu dans plusieurs villes du nord de la Syrie.
À la fin du mois, Hayat Tahrir al-Cham s'est pour l'essentiel retiré d'Afrine.

## Pertes
Selon l'Observatoire syrien des droits de l'homme (OSDH), au moins 19 rebelles et 8 civils sont tués dans les combats entre le 11 et le 14 octobre,.
À la date du 18 octobre, le bilan monte à au moins 58 tués, dont 28 hommes de HTC, 20 hommes de l'ANS et 10 civils.